# Milênio
Um milênio (português brasileiro) ou milénio (português europeu) é um período de mil anos. Milênio também pode referir-se ao período que a Bíblia afirma que virá após a segunda vinda de Cristo. A forma correta de se celebrar um novo milênio é um ano após a "virada dos zeros", pois o primeiro ano do calendário gregoriano foi o ano 1 e não o zero, pois este não existe nesse calendário. Por exemplo, foi no ano de 2001 que o terceiro milênio realmente começou, mas, por causa do "efeito odômetro", o novo milênio foi comemorado um ano antes, em 2000.

## Lista de milênios

### Antes da Era Comum
- 11.º milênio a.C. e anteriores
- Décimo milênio a.C.
- Nono milênio a.C.
- Oitavo milênio a.C.
- Sétimo milênio a.C.
- Sexto milênio a.C.
- Quinto milênio a.C.
- Quarto milênio a.C.
- Terceiro milênio a.C.
- Segundo milênio a.C.
- Primeiro milênio a.C.

### Era Comum
- Primeiro milênio d.C.
- Segundo milênio d.C.
- Terceiro milênio d.C.
- Quarto a décimo milênio d.C.
- 11.º milênio d.C. e posteriores